# Cuixític central
El cuixític central (que també rep el nom d'agaw) és una branca de la família de les llengües cuixítiques conformada per un reduït nombre de llengües parlades a Etiòpia i a Eritrea.
La més recent classificació de les llengües cuixítiques centrals (Appleyard 2006) distingeix els següents grups:
- Agaw septentrional:

- Nord-central:

- Del nord:

- Bilin - parlat per uns 70.000 individus dels voltants del poble de Keren (Eritrea).

- Central:

- Khamtanga (també dit khamir, khamta) - uns 143,000 parlants al nord de la Regió Amhara.

- Occidental:

- Qimant - proper a l'extinció, llengua dels Qemant a la Zona Semien Gondar. Les dues varietats geogràfiques més diferenciades són el qwara i el kayla. El qwara, en perill d'extinció, el parlen per membres de Beta Israel, que visqueren a Qwara i ara resideixen a Israel. El kayla és la varietat de la petita part de la comunitat esmentada que es va quedar a Qwara.

- Agaw meridional:

- Awngi - amb la quantitat més gran de parlants (més de 350.000), parlat al sud-est del llac Tana. Amb la seva varietat més particular, el kunfal, parlat a l'oest del llac Tana per unes 2.000 persones.